# Siły Zbrojne Serbii

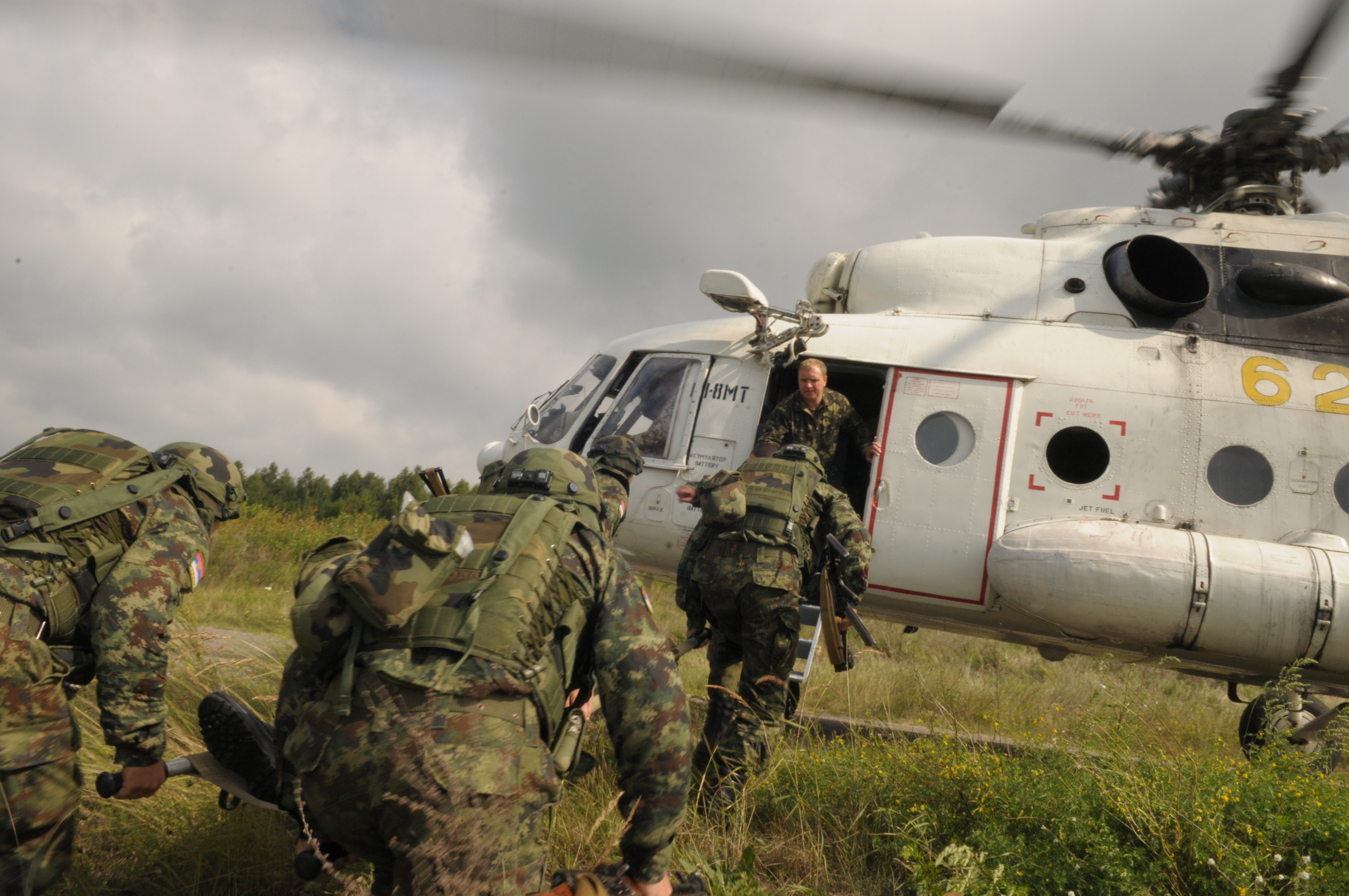
Serbscy i ukraińscy żołnierze podczas ćwiczeń Exercise Rapid Trident 2011 na Ukrainie, 28 lipca 2011

Siły zbrojne Serbii (serb. Vojska Srbije, VS) – siły i środki wydzielone przez Republikę Serbii do ochrony jej interesów i prowadzenia walki. Składają się z wojsk lądowych oraz z wojsk lotniczych i obrony powietrznej. Wydatki na wojskowość wyniosły w 2015 roku 1,41% PKB.
22 grudnia 2016 premier Serbii ogłosił, że kraj ma otrzymać od Rosji 6 myśliwców MiG-29, 30 czołgów T-72S i 30 wozów BRDM-2 w ramach współpracy wojskowej.

## Organizacja i struktura
Głęboko zreformowane po ogłoszeniu niepodległości. Mają charakter zawodowy – pobór zniesiono 1 stycznia 2011. W 2014 roku liczyły 32 500 żołnierzy (docelowo: 30 000). Rezerwę pierwszej kolejności stanowi 2000 osób. Szkolenie wojskowe przeszło łącznie ok. 1,7 mln mężczyzn. Rezerwę stanowią mężczyźni do 60 roku życia i kobiety do 50 roku życia.
Siły zbrojne podzielone są dwa rodzaje: wojska lądowe oraz wojska lotnicze i obrony powietrznej (ok. 4500 żołnierzy). Podlegają one sztabowi generalnemu. Bezpośrednio sztabowi podległe są również: zarząd szkolenia, brygada gwardii, brygada łączności, brygada logistyczna, 224. Centrum Walki Radioelektronicznej. 
Wojska lądowe złożone są ze:
- sztabu, zlokalizowanego w Niszu[2]
- 4 brygad ogólnowojskowych zlokalizowanych w miastach[2]: Nowy Sad, Kraljevo, Nisz i Vranje
- brygady sił specjalnych
- brygady artylerii
- samodzielne bataliony obrony przeciwlotniczej
- flotylla rzeczna operująca na rzekach Dunaj, Cisa i Sawa - w sile brygady, w tym batalion pontonów

Zwierzchnikiem sił zbrojnych jest prezydent Serbii. Mianuje on, awansuje i dymisjonuje oficerów sił zbrojnych.

## Wojska Lądowe

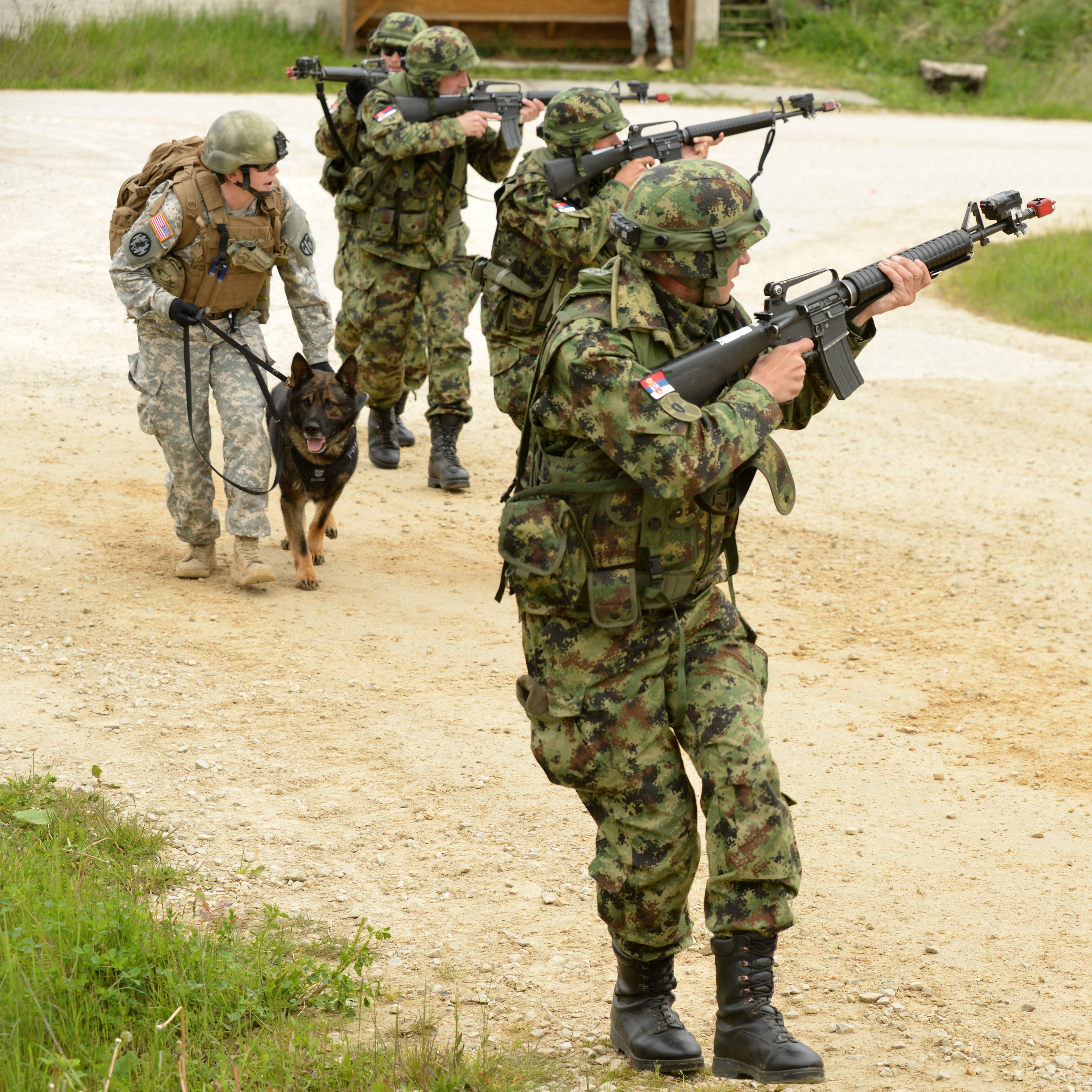
Amerykańsko-serbskie ćwiczenia Combined Resolve II w Niemczech, 17 maja 2014

Siły lądowe obchodzą święto 16 listopada na cześć bitwy pod Kolubarą.
Park maszynowy w roku 2014:
- pojazdy:
  - 320 bojowych wozów piechoty M-98 Vidra (modyfikacja jugosłowiańskiego M-80)
  - 225 czołgów, w tym 212 pojugosłowiańskich M-84/M-84A i 13 T-72; 20 M-84 i 48 T-72 w zakonserwowanej rezerwie (częściowo zeskanowane)
  - 58 kołowych transporterów opancerzonych M-86 (głównie żandarmerii wojskowej)
  - 36 pojazdów rozpoznawczych BRDM-2
  - 24 niszczyciele czołgów BOV-1; 48 dalszych sztuk w rezerwie
  - 21 samochodów opancerzonych HMMWV M1151
  - 16 czołgów mostowych MT-55A
  - 16 wozów zabezpieczenia technicznego M-84AI
  - 12 wozów dowodzenia BTR-50PK
  - 6 wozów BTR-60PU
- artyleria
  - ok. 170 moździerzy kal. 82 mm i 120 mm
  - 72 haubice samobieżne 2S1 Goździk kal. 122 mm
  - 54 samobieżne wyrzutnie niekierowanych pocisków rakietowych M-77 Oganj
  - 36 holowanych haubic M-84 kal. 152 mm
  - 18 holowanych armat M-46 kal. 130 mm
  - 4 samobieżne wyrzutnie niekierowanych pocisków rakietowych M-96 Orkan-2 kal. 262 mm
  - W składach mobilizacyjnych: 72 holowane haubice D-30J kal. 122 mm, 18 armat holowanym M-46 oraz 18 samobieżnych wyrzutni niekierowanych pocisków rakietowych kal. 128 mm